# Parawixia audax
Parawixia audax là một loài nhện trong họ Araneidae.
Loài này thuộc chi Parawixia. Parawixia audax được John Blackwall miêu tả năm 1863.